# أرت لينسون
أرت لينسون (بالإنجليزية: Art Linson)‏ (و. 1942  م) هو كاتب سيناريو، ومخرج أفلام، ومنتج أفلام، ومنتج منفذ أمريكي، ولد في شيكاغو.

## وصلات خارجية
- أرت لينسون على موقع IMDb (الإنجليزية)
- أرت لينسون على موقع ألو سيني (الفرنسية)
- أرت لينسون على موقع أول موفي (الإنجليزية)
- أرت لينسون على موقع قاعدة بيانات الأفلام السويدية (السويدية)
- أرت لينسون على موقع إن إن دي بي (الإنجليزية)
- أرت لينسون على موقع ديسكوغز (الإنجليزية)
- أرت لينسون على موقع قاعدة بيانات الفيلم (الإنجليزية)
- أرت لينسون على موقع كينوبويسك (الروسية)